# Kujō Fusazane
Kujō Fusazane (九条 房実?   1290 – 5 de abril de 1327) fue un kugyō (cortesano japonés de clase alta) que vivió a finales de la era Kamakura. Fue miembro de la familia Kujō (derivada del clan Fujiwara) e hijo del regente Kujō Tadanori, pero adoptado por Kujō Moronori.

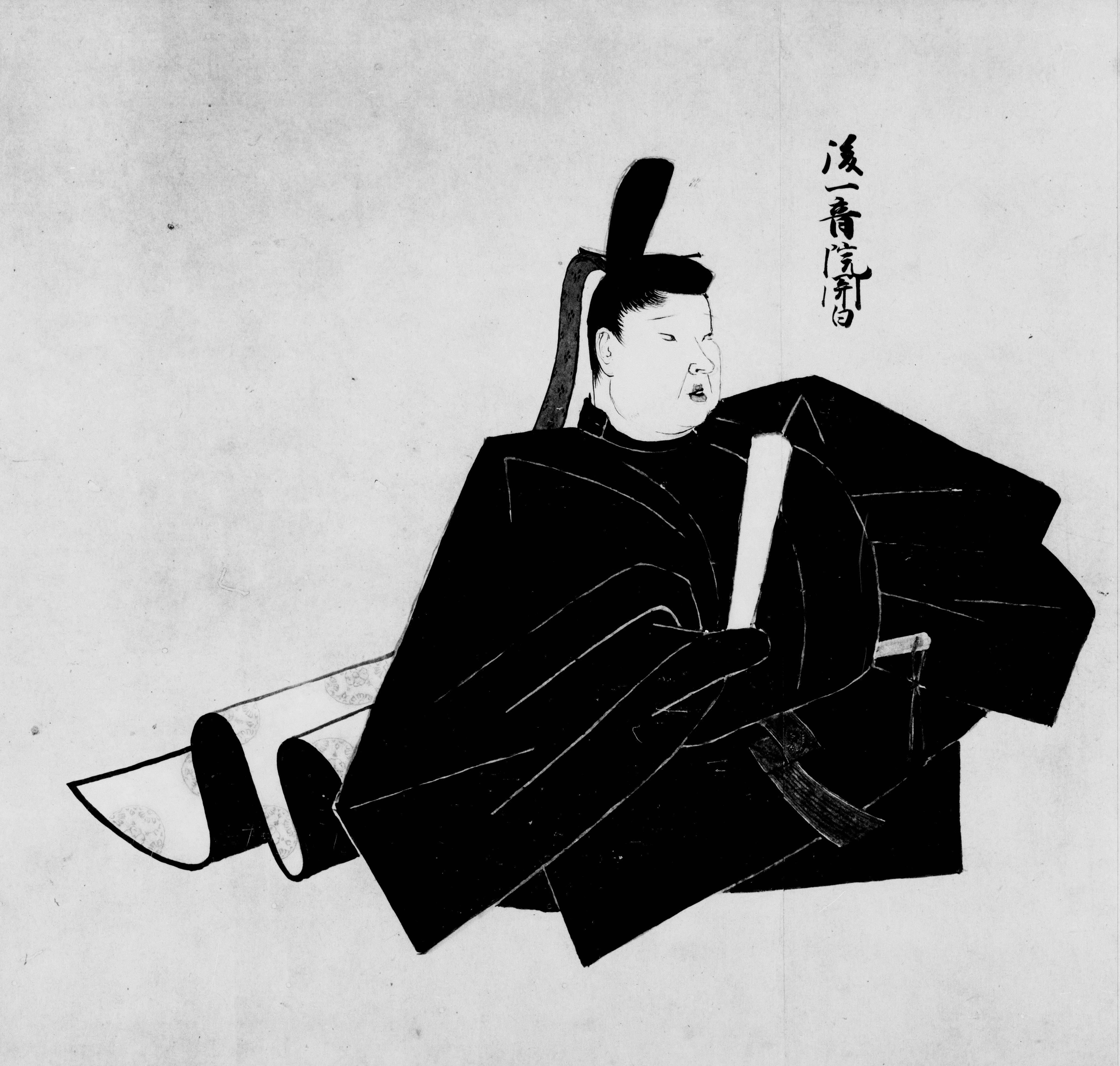
Kujō Fusazane.

Ingresó a la corte imperial en 1299 con el rango jugoi superior y fue asignado chambelán. En 1300 fue ascendido al rango shōshii inferior, en 1301 al rango jusanmi y en 1303 al rango shōsanmi. En 1305 fue designado vicegobernador de la provincia de Bingo y gonchūnagon, en 1306 fue ascendido al rango junii, en 1307 como gondainagon y en 1308 ascendió al rango shōnii.
En 1319 fue nombrado udaijin, hasta 1322 cuando fue ascendido a sadaijin. En 1322 también fue nombrado tutor del príncipe imperial y en 1323 fue ascendido al rango juichii, y nombrado kanpaku (regente) del Emperador Go-Daigo, hasta 1324.
Tuvo como hijo al regente Kujō Michinori.